# Casperius Aelianus
Casperius Aelianus (zm. po 98) – prefekt pretorianów, pełniący tę funkcję dwukrotnie.
Po raz pierwszy pełnił tę funkcję w latach 83 – 94 z woli cesarza Domicjana, którego był doradcą. Po zamordowaniu Domicjana  we wrześniu 96 (w zamachu brał udział Petroniusz Secundus, który zastąpił Aelianusa) nowy cesarz Marek Kokcejusz Nerwa ponownie powołał Aelianusa na stanowisko prefekta pretorianów.
W 97 Casperius Aelianus wraz z pretorianami zajął pałac Nerwy i aresztował cesarza, żądając ukarania winnych śmierci Domicjana. Nerwa przystał na żądania Aelianusa. W 98 nowy cesarz, Trajan, w niejasnych okolicznościach odwołał go z funkcji prefekta.